# Harald Arthur Poensgen
Harald Arthur Poensgen (* 1. März 1897 in Düsseldorf; † 22. November 1987 in Rückersdorf, Mittelfranken) war ein deutscher Exportkaufmann und Unternehmer.

## Leben und Wirken
Harald Poensgen stammte aus der bekannten Düsseldorfer Industriellenfamilie Poensgen ab, die ihren Ursprung im Raum Schleiden in der Eifel hat. Er war der Sohn des Industriellen Arthur Poensgen (1866–1944) und der Wanda Else Jaeger (1877–1945) sowie Neffe von Carl Rudolf Poensgen. Nach seiner Schulzeit nahm er als Kriegsfreiwilliger am Ersten Weltkrieg teil. Anschließend begann er zunächst in Hamburg eine Lehre als Exportkaufmann und absolvierte danach ein Studium an der Handelshochschule in München.
Im Anschluss daran sammelte Poensgen erste berufliche Erfahrungen und wurde ab 1925 in leitender Stellung bei der Bayerischen Elektrozubehör AG in Lauf an der Pegnitz übernommen. Nach überstandener Kriegsteilnahme am Zweiten Weltkrieg schloss er sich 1948 mit Jakob Ellenberger zusammen und sie gründeten gemeinsam die Ellenberger & Poensgen GmbH in Altdorf bei Nürnberg zur Produktion von elektrischen Schutzschaltern. Poensgen saß bis 1983 in der Geschäftsleitung und war dort schwerpunktmäßig für den Vertrieb und die Auslandsgeschäfte zuständig. Im Jahr 1955 initiierte er die Expansion in die Vereinigten Staaten und zwei Jahre später nach Kanada und legte damit die Basis für die Zukunft der Firma, die zwischenzeitlich zu E-T-A Elektrotechnische Apparate GmbH umbenannt wurde und bis heute ein weltweit operierendes Familienunternehmen ist. Sowohl sein Sohn Carl Horst Poensgen als auch sein Enkel Philipp Poensgen waren ebenfalls viele Jahre Mitglieder der Geschäftsleitung.
Harald A. Poensgen war in erster Ehe verheiratet mit Gerda Charlotte von Stein und in zweiter Ehe mit Katharina Rosina Büttner. 